# Сьвентошин
Сьвентошин (пол. Świętoszyn, нім. Schwentroschine, Waldheide (1939-1945)) — село в Польщі, у гміні Мілич Мілицького повіту Нижньосілезького воєводства.
Населення — 374 особи (2011).
У 1975-1998 роках село належало до Вроцлавського воєводства.

## Демографія
Демографічна структура станом на 31 березня 2011 року:
|          | Загалом | Допрацездатний вік | Працездатний вік | Постпрацездатний вік |
| -------- | ------- | ------------------ | ---------------- | -------------------- |
| Чоловіки | 191     | 42                 | 130              | 19                   |
| Жінки    | 183     | 43                 | 107              | 33                   |
| Разом    | 374     | 85                 | 237              | 52                   |